# Număr rațional

Mulțimea numerelor raționale (ℚ) este inclusă în mulțimea numerelor reale și la rândul ei include mulțimea numerelor întregi (ℤ), aceasta din urmă incluzând mulțimea numerelor naturale (ℕ)

În matematică, un număr rațional este un număr real care se poate exprima prin raportul a două numere întregi, de obicei scris sub formă de fracție ordinară: a/b, unde b este nenul. Adjectivul „rațional” provine de la „rație” (raport), nu de la „rațiune”.
Orice număr rațional se poate scrie într-o infinitate de forme, de exemplu {\displaystyle 3/6=2/4=1/2=...} Forma cea mai simplă este cea în care {\displaystyle a} și {\displaystyle b} nu au divizori comuni, fiind numere prime între ele; toate numerele raționale dispun de o asemenea formă.
Forma zecimală a unui număr rațional este într-un fel sau altul periodică (dacă dezvoltarea este finită, partea periodică o formează zerourile implicite de după ultima zecimală nenulă). Aceasta este adevărat pentru orice bază întreagă mai mare decât 1. Reciproc, dacă scrierea unui număr într-o bază este periodică, atunci dezvoltarea sa în orice bază este periodică, și în plus numărul este rațional.
Mulțimea tuturor numerelor raționale se notează Q, sau, în varianta îngroșată, {\displaystyle \mathbb {Q} }. În notația analitică a mulțimilor, {\displaystyle \mathbb {Q} } se definește astfel:
{\displaystyle \mathbb {Q} =\left\{{\frac {m}{n}}:m\in \mathbb {Z} ,n\in \mathbb {Z} ,n\neq 0\right\}}
Mulțimea Q, deși conține un număr infinit de elemente, este o mulțime numărabilă, adică are același cardinal (potență, putere) ca N și ca Z. Altfel spus, există funcții bijective între Q și N, precum și între 
Q si Z.
Q, împreună cu adunarea și înmulțirea, formează un corp comutativ, adică orice număr rațional are un invers în operația de înmulțire, spre deosebire de numerele întregi.
Orice șir convergent de numere raționale își are limita în R. În termeni de topologie: închiderea lui Q este R. Nu orice șir convergent de numere raționale are limita tot rațională (ea poate fi totuși irațională).
Prin contrast, un număr real care nu este rațional se numește număr irațional. Forma sa zecimală are un număr infinit (nesfârșit) de zecimale, care nu au voie să se repete (sunt neperiodice). Faptul că există numere reale care nu sunt raționale a fost pus în evidență încă din antichitate - astfel, nu s-a putut construi un pătrat a cărui diagonală să fie un multiplu rațional al laturii sale, și nu s-a putut găsi un cerc a cărui circumferință să fie un multiplu rațional al razei sale (problema cuadraturii cercului).

## Egalitatea numerelor raționale
Două numere raționale notate cu m/n și a/b sunt egale dacă fracțiile m/n și a/b sunt fracții echivalente, adică dacă m*b = n*a.
Relația de egalitate în domeniul numerelor raționale are proprietățile:
- reflexivitate: a = a
- simetrie: a = b atunci b = a
- tranzitivitate: a = b și b = c atunci a = c

Relația de egalitate în domeniul numerelor raționale având proprietățile de reflexivitate, simetrie, tranzitivitate este o relație de echivalență.

## Operații cu numere raționale

### Adunarea
Suma a două numere raționale m/n și a/b este dată de fracția (mb + na)/nb.
Proprietăți:
- comutativitatea: a + b = b + a
- asociativitatea: (a + b) + c = a + (b + c)
- elementul neutru: a + 0 = 0 + a = a
- elementul opus: a + (-a) = (-a) + a = 0

### Scăderea
Oricare ar fi numerele raționale a și b: a-b=a+(-b).
Deci, pentr a se scădea dintr-un număr rațional a un alt număr rațional b, se adună la numărul rațional a opusul numărului rațional b (-b).
Operația de scădere se poate efectua între oricare numere raționale.
- Oricare ar fi a număr rațional: a-0=a respectiv 0-a=-a.
- Oricare ar fi a, b ,c numere raționale dacă a=b atunci: a-c=b-c.
- Oricare ar fi a, b, c, d numere raționale, dacă a=b și c=d atunci: a-c=b-d.

### Înmulțirea
Prin produsul a două numere raționale m/n și a/b se obține un al treilea număr rațional notat cu c astfel c=(m*a)/(n*b).
Proprietăți:
- comutativitate : a*b=b*a
- asociativitate : (a*b)*c=a*(b*c)
- distributivitate : a*(b+c)=a*b+a*c
- element neutru : a*1=1*a=a
- element invers : a*(1/a)=(1/a)*a=1

Oricare ar fi a rațional: a*(-1)=(-1)*a=-a
Oricare ar fi a, b, c raționale: a*c=b*c

### Împărțirea
Prin câtul a două numere raționale m/n și a/b cu a, b, n diferite de 0 se obține un al treilea număr rațional notat c astfel:
c=(m/n)/(a/b)=(m/n)*(b/a)
deci se înmulțește deîmpărțitul cu inversul împărțitorului.
Proprietăți:
- a:1=a/1=a
- 1:a=1/a=a-1
- a:(-1)=a/(-1)=-a
- (-1):a=(-1)/a=-a-1
- 0:a=0/a=0
- a=b atunci a:c=b:c sau a/c=b/c
- a=b, c=d atunci a:c=b:d sau a/c=b/d

Dacă a și b sunt două numere raționale pozitive, prin media armonică, se înțelege numărul m, obținut astfel:
m=2/[(1/a)+(1/b)]=(2ab)/(a+b)

### Ridicarea la putere și extragerea de radicali
Puterile cu exponent natural și întreg ale numerelor raționale sunt tot numere raționale. Extragerea de radicali are ca rezultat numere iraționale în cazul numerelor raționale care nu sunt puteri perfecte ale altor numere raționale.